# インスピレーション (宝塚歌劇)
インスピレーションは宝塚歌劇団の舞台作品。

## 解説
※『宝塚歌劇100年史（舞台編）』の宝塚大劇場公演のデータ。
インスピレーションやイマジネーション等を取り入れたショー作品。
雪組公演では当時・星組所属だった安奈淳、月組公演では真帆志ぶきが特別出演した。

## 公演記録
雪組公演
- 1974年5月25日 - 6月25日　宝塚大劇場公演
- 1974年8月1日 - 8月29日　東京宝塚劇場公演

併演作品は『若獅子よ立髪を振れ』。
月組公演
- 1974年6月27日 - 7月24日　宝塚大劇場公演
- （東京宝塚劇場未公演）

併演作品は『花のオランダ坂』。

## スタッフ（宝塚大劇場公演）
- 演出[3][4]：鴨川清作
- 音楽[3][4]：寺田瀧雄、中井光晴、入江薫、吉崎憲治
- 音楽指揮[3][4]：橋本和明
- 振付[3][4]：喜多弘、司このみ、県洋二、朱里みさを
- 装置[3][4]：静間潮太郎、大橋泰弘
- 衣装[3][4]：静間潮太郎
- 照明[5][6]：今井直次
- 音響・録音[5][6]：松永浩志
- 小道具[5][6]：万波一重
- 効果[5][6]：川ノ上智洋
- 合唱指導[5][6]：橋本和明
- 歌唱指導[5][6]：水島早苗
- 演出補[5][6]：草野旦
- 演出助手[5][6]：三木章雄
- 制作[5][6]：野田浜之助
- ヘア・デザイン[5][6]：畠山順吉